# Somme (flod)
Somme er en flod der løber gennem Pikardiet, i det nordlige Frankrig. Navnet kommer af det keltiske ord for rolig.
Floden er 245 km lang, fra dets kilder i højlandet i den nu forsvundne Arrouaise-skov i  Fonsommes, nær ved Saint-Quentin, til udløbet i Sommebugten i den Engelske kanal. Flodløbet ligger i det sænkningsområde (synklinal) der også omfatter Solent, strædet der skiller Isle of Wight fra Storbritannien.

## Historiske begivenheder
Floden Somme har været ramme for flere store slag og militære operationer i historien, de største og mest betydningsfulde er følgende:
- Vilhelm Erobrerens invasionsflåde blev i 1066 samlet i Somme-bugten ved Saint-Valery-sur-Somme før afsejlingen til Hastings.
- Under Edward 3.'s tilbagetrækning i 1346 under Hundredårskrigen måtte hans hær krydse floden under slaget ved Blanchetaque. Denne kampagne kulminerede senere i slaget ved Crécy.
- Floden spillede også en stor rolle i den franske hærs forfølgelse af den engelske forud for slaget ved Agincourt.
- Det måske mest berømte slag fandt dog sted ca. 501 år senere i 1916, da allierede og tyske tropper stødte sammen i slaget ved Somme.
- De tre slag, der to år senere standsede den tyske forårsoffensiv blev også udkæmpet i Somme-dalen.

## Départementer og byer langs floden
- Aisne: Saint-Quentin
- Somme : Ham, Péronne, Corbie, Amiens, Abbeville, Saint-Valery-sur-Somme, Le Crotoy

## Vigtigste bifloder
| - Højre bred 1. Omignon 2. Hallue 3. Nièvre 4. Scardon | - Venstre bred 1. Avre 2. Selle 3. Saint-Landon 4. Airaine 5. Ambroise 6. Ancre |

## Hydrologi
Flodløbet er karakteriseret ved en lav hældningsgrad og derved en rolig strømhastighed. Floddalen er omkranset af relativt stejle skrænter, mens dalens bund er flad og derfor præget af mange vådområder og småsøer. Det rolige løb er især et resultat af at floden primært fødes af grundvand der siver ud af kalklagene i bassinet. Under tidligere istidsperioder løb floden gennem aflejringer fra kridttiden, som efterfølgende er blevet fyldt op med sediment og har formet dens nuværende leje.
Marais de l'Île et vådområde i byen St.Quentin er udlagt som naturreservat, et område der tidligere blev udnyttet til at skaffe strå er nu et yndet jagt og fiskemål. Den traditionelle dyrkningsform Hortillonages omkring Amiens er skabt på grundlag af dræning af denne type vådområder.
Konstruktionen af Canal de la Somme begyndte i 1770, men blev først afsluttet i 1843. Kanalen er 156 km lang, og begynder ved byen St.Simon og fører hele vejen ud til bugten. Stykket fra St.Simon til Froissy (nær Bray sur Somme) løber langs Sommefloden, derfra mod havet består den dels af flod dels af sejlløb. Fra Abbeville ledes kanalen gennem den tidligere flodmunding til Saint-Valéry-sur-Somme, hvor stykket som tidligere hed canal du Duc d'Angoulême løber ud i den Engelske kanal.
St.Quentin Canal forbinder Somme og floderne i Nordfrankrig og Belgien med området mod syd og Oise. Canal du Nord forbinder også Somme med Oise, ved Noyon.
I 2001 blev Sommedalen udsat for større oversvømmelse, da grundvandspejlet i hele flodbassinet var meget højt.

### Vandgennemstrømning (eksterne link)
Middelværdi over 43 år (Afvandingsareal:5560 km².): ved Abbeville Arkiveret 12. maj 2006 hos  Wayback Machine.
Daglig gennemstrømning (m³/s) i forhold middelværdier for årstiden ved Hangest-sur-Somme (Afvandingsareal: 4835 km².) for årene:

1993 Arkiveret 11. maj 2006 hos  Wayback Machine.1994 (Webside ikke længere tilgængelig).
1995 Arkiveret 11. maj 2006 hos  Wayback Machine.
1996 (Webside ikke længere tilgængelig).
1997 Arkiveret 11. maj 2006 hos  Wayback Machine.
1998 Arkiveret 12. maj 2006 hos  Wayback Machine.
1999 Arkiveret 11. maj 2006 hos  Wayback Machine.
2000 (Webside ikke længere tilgængelig).2001 Arkiveret 11. maj 2006 hos  Wayback Machine.2002 (Webside ikke længere tilgængelig).2003 Arkiveret 11. maj 2006 hos  Wayback Machine.2004 (Webside ikke længere tilgængelig).2005 Arkiveret 11. maj 2006 hos  Wayback Machine.
Middel vandgennemstrømning (m³/s) (månedligt og dagligt) ved Péronne (afvandingsareal: 1294 km².) for årene:

1986 (Webside ikke længere tilgængelig).1987 Arkiveret 11. maj 2006 hos  Wayback Machine.1988 (Webside ikke længere tilgængelig).1989 Arkiveret 11. maj 2006 hos  Wayback Machine.1990 (Webside ikke længere tilgængelig).1991 Arkiveret 11. maj 2006 hos  Wayback Machine.1992 Arkiveret 12. maj 2006 hos  Wayback Machine.1993 Arkiveret 11. maj 2006 hos  Wayback Machine.1994 (Webside ikke længere tilgængelig).1995 Arkiveret 11. maj 2006 hos  Wayback Machine.1996 Arkiveret 11. maj 2006 hos  Wayback Machine.1997 Arkiveret 11. maj 2006 hos  Wayback Machine.1998 (Webside ikke længere tilgængelig).1999 Arkiveret 11. maj 2006 hos  Wayback Machine.2000 Arkiveret 12. maj 2006 hos  Wayback Machine.2001 Arkiveret 12. maj 2006 hos  Wayback Machine.2002 Arkiveret 12. maj 2006 hos  Wayback Machine.2003 Arkiveret 11. maj 2006 hos  Wayback Machine.2004 Arkiveret 12. maj 2006 hos  Wayback Machine.2005 Arkiveret 11. maj 2006 hos  Wayback Machine.